# Vinton (Virginia)
Vinton es una pueblo situado en el condado de Roanoke, Virginia, Estados Unidos. Según el censo de 2010 tenía una población de 8.098 habitantes. Forma parte del área metropolitana de Roanoke.

## Demografía
Según el censo del 2000, Vinton tenía 7.782 habitantes, 3.327 viviendas, y 2.179 familias. La densidad de población era de 947,8 habitantes por km².
De los 3.327 viviendas en un 30,2%  vivían niños de menos de 18 años, en un 47,1%  vivían parejas casadas, en un 14,2% mujeres solteras, y en un 34,5% no eran unidades familiares. En el 30,2% de las viviendas  vivían personas solas el 12,8% de las cuales correspondía a personas de 65 años o más que vivían solas. El número medio de personas viviendo en cada vivienda era de 2,29 y el número medio de personas que vivían en cada familia era de 2,82.
Por edades la población se repartía de la siguiente manera: un 22,9% tenía menos de 18 años, un 8,4% entre 18 y 24, un 29% entre 25 y 44, un 23,3% de 45 a 60 y un 16,5% 65 años o más.
La edad media era de 38 años.  Por cada 100 mujeres de 18 o más años  había 78,7 hombres.
La renta media por vivienda era de 32.620$ y la renta media por familia de 40.701$. Los hombres tenían una renta media de 27.070$ mientras que las mujeres 22.950$. La renta per cápita de la población era de 16.817$. En torno al 6,9% de las familias y el 9,7% de la población estaban por debajo del umbral de pobreza.

## Localidades adyacentes
El siguiente diagrama muestra a las localidades más próximas a Vinton.